# 加斯科內德鎮區 (密蘇里州拉克利德縣)
加斯科內德鎮區（英語：Gasconade Township）是位於美國密蘇里州拉克利德縣的一個行政鎮區。

## 地方資料
加斯科內德鎮區的面積為324.55平方千米，當中陸地面積為323.03平方千米，而水域面積為1.51平方千米。根據2020年美國人口普查的數據，當地共有人口1011人，而人口密度為每平方千米3.12人。